# Американо-эквадорские отношения
Американо-эквадорские отношения — двусторонние дипломатические отношения между США и Эквадором.

## История
Соединённые Штаты установили дипломатические отношения с Эквадором в 1848 году, после его выхода из федерации с Колумбией. Соединённые Штаты и Эквадор поддерживают партнёрские отношения, у них есть общие интересы в борьбе с наркотрафиком, сокращение уровня бедности, содействия экономическому развитию, увеличения объёмов торговли, защиты американских граждан и их интересов в Эквадоре.
Соединённые Штаты и Эквадор предпринимает усилия для улучшения дипломатических отношений. Эти две страны приступили к двустороннему диалогу в 2008 году. В 2009 году была закрыта американская военно-воздушная база вблизи города Манта (запад Эквадора). Диалог двух стран был приостановлен в апреле 2011 года, после того как правительство Эквадора объявили тогдашнего посла США персоной нон грата. В ответ на эти действия посол Эквадора был сразу выслан из США. В сентябре 2011 года обе страны объявили, что они вновь обменяются послами.

## Двусторонние экономические отношения
Соединённые Штаты являются главным торговым партнёром Эквадора. Экспорта США в Эквадор: машинное оборудование, химикаты и удобрения, компьютеры и электронное оборудование, нефтепродукты, транспортные средства, крупы и зерна, бумага. Эквадор имеет выгоду от беспошлинного ввоза многих товаров в Соединённые Штаты. Импорт США из Эквадора: нефть, креветки, бананы, какао, а также срезанные цветы (розы). Две страны подписали двусторонний договор об инвестициях.